# گمینا تارنوو
گمینا تارنوو (به لهستانی:  Gmina Tarnów) یک گمینا در لهستان است که در شهرستان تارنوف واقع شده‌است. گمینا تارنوو ۸۲٫۸۱ کیلومتر مربع مساحت و ۲۳٬۰۶۰ نفر جمعیت دارد.